# John D. Freeman
John D. Freeman (* in Cooperstown, New York; † 17. Januar 1886 in Cañon City, Colorado) war ein US-amerikanischer Politiker. Zwischen 1851 und 1853 vertrat er den dritten Wahlbezirk des Bundesstaates Mississippi im US-Repräsentantenhaus.

## Werdegang
Das Geburtsdatum von John Freeman ist unbekannt. Er besuchte die öffentlichen Schulen seiner Heimat und zog später nach Grand Gulf in Mississippi. Nach einem Jurastudium und seiner Zulassung als Rechtsanwalt begann er in seinem neuen Beruf zu arbeiten. Außerdem wurde er Bezirksstaatsanwalt. Später verlegte er seinen Wohnsitz nach Natchez.
Zwischen 1841 und 1851 war Freeman Attorney General des Staates Mississippi. Im Jahr 1844 veröffentlichte er den ersten Band mit den Urteilen des Kanzleigerichtshofs von Mississippi. Politisch wurde er Mitglied der Demokratischen Partei, deren Vorstand er im Staat Mississippi angehörte. 1850 wurde er im dritten Distrikt von Mississippi als Unionist in das US-Repräsentantenhaus gewählt. Im Kongress löste Freeman am 4. März 1851 William McWillie ab; er blieb dort aber nur für eine Legislaturperiode.
Nach seiner Zeit im Kongress arbeitete Freeman wieder als Rechtsanwalt. Im Jahr 1882 zog er nach Colorado, wo er sich in Cañon City niederließ und als Rechtsanwalt arbeitete. Dort ist er im Januar 1886 verstorben. Er wurde in Jackson beigesetzt.